# Championnat de Tunisie masculin de handball 1960-1961
Navigation
Saison précédente Saison suivante
La saison 1960-1961 du championnat de Tunisie masculin de handball est la sixième édition de la compétition. Le handball se développe et acquiert de plus en plus de popularité avec près de 1 500 licenciés. Le championnat se déroule en une poule unique de huit clubs et, pour la première fois, on n'enregistre qu'un seul forfait. La lutte est serrée entre cinq clubs et seuls les trois derniers du classement semblent encore loin du niveau souhaité. 
L'Union sportive tunisienne, qui se montre la plus régulière, détrône l'Effort sportif et remporte le titre de champion alors que la Zitouna Sports, classée dernière, est sauvée de la relégation grâce à la décision de porter le nombre de clubs de la division nationale à dix. Pour sa part, l'autre promu, l'Association sportive des PTT[Où ?] prend sa revanche sur l'Espérance sportive de Tunis et remporte la coupe de Tunisie. 

## Clubs participants
| - Espérance sportive de Tunis - Effort sportif - Union sportive tunisienne - Stade soussien | - Association sportive des PTT[Où ?] - Zitouna Sports - Al Mansoura Chaâbia de Hammam Lif - Club africain |

## Compétition

### Classement
Le barème de points servant à établir le classement se décompose ainsi :
- Victoire : 3 points
- Match nul : 2 points
- Défaite : 1 point
- Forfait : 0 point

|   | Équipe                                    | Pts | J  | G  | N | P       | Bp  | Bc  | Diff |
| - | ----------------------------------------- | --- | -- | -- | - | ------- | --- | --- | ---- |
| 1 | Union sportive tunisienne (P)             | 36  | 14 | 11 | 0 | 3       | 263 | 215 | 48   |
| 2 | Effort sportif (T)                        | 34  | 14 | 9  | 2 | 3       | 288 | 166 | 122  |
| 3 | Espérance sportive de Tunis               | 34  | 14 | 9  | 2 | 3       | 284 | 205 | 79   |
| 4 | Association sportive des PTT[Où ?] (P, C) | 34  | 14 | 9  | 2 | 3       | 341 | 204 | 137  |
| 5 | Al Mansoura Chaâbia de Hammam Lif         | 31  | 14 | 8  | 1 | 5       | 284 | 222 | 62   |
| 6 | Club africain                             | 19  | 14 | 2  | 1 | 11      | 167 | 316 | -149 |
| 7 | Stade soussien                            | 18  | 14 | 2  | 1 | 11 (1F) | 157 | 305 | -148 |
| 8 | Zitouna Sports                            | 17  | 14 | 1  | 1 | 12      | 180 | 324 | -144 |

|  | Champion de Tunisie 1960-1961                                                                |
|  | Relégation en deuxième division (aucun)                                                      |
|  | (T) Tenant du titre (C) Vainqueur de la Coupe de Tunisie (P) Club promu de deuxième division |

### Scores
Les scores les plus lourds de la saison :
- Al Mansoura Chaâbia de Hammam Lif - Stade soussien : 42-12 (retour) dont 12 d'Abdelaziz Ghelala
- Association sportive des PTT[Où ?] - Club africain : 40-12 (aller) dont 11 de Fethi Guediche et 10 de Youssef Gadhoum
- Association sportive des PTT[Où ?] - Club africain : 28-6 (retour) dont 7 de Youssef Gadhoum
- Association sportive des PTT[Où ?] - Zitouna Sports : 54-28 (retour) dont 16 de Fethi Guediche et 14 d'Othman Guemati
- Association sportive des PTT[Où ?] - Stade soussien : 33-10 (aller) dont 12 de Fethi Guediche
- Association sportive des PTT[Où ?] - Stade soussien : 31-13 (aller)
- Effort sportif - Stade soussien : 30-9 (aller)
- Espérance sportive de Tunis - Zitouna Sports : 31-13 (retour) dont 9 de Néjib Goucha et 7 d'Ali Bouslama
- Espérance sportive de Tunis - Stade soussien : 30-10 (retour) dont 11 d'Ali Bouslama et 10 de Néjib Goucha
- Espérance sportive de Tunis - Club africain : 31-13 (retour) dont 9 d'Ali Bouslama

### Division 2
L'Avenir musulman, composé notamment d'Abdelkrim Derouiche, Mohamed Habib Allem, Badreddine Berrabah et Hamadi Achour, remporte le championnat devant le Croissant sportif bizertin. Tous les deux accèdent en division nationale.

## Effectifs
- Union sportive tunisienne[1] : Hartman, Ben Hadid, Bonnal, Blanchet, Leandri, About, Shemla, Max Sitruck, Bogo, Ben Jemiaâ, Lecine, Watrin, Ankry, Modica, Guez, Maïzani[1]
- Association sportive des PTT[Où ?] : Hassen Mejri (GB), Touhami Mankaï, Mouldi Ayari, Fethi Guediche, Youssef Gadhoum, Sadok Lahmadi, Abdelhamid Aoun, Othman Gmati